# Kajman šíronosý
Kajman šíronosý (Caiman latirostris) je největší zástupce rodu kajman, největší samci dosahují až 3,5 metrů délky. Většina zvířat je ovšem menší: samci okolo dvou metrů, samice kolem 1,5 m. Vyskytuje se ve střední a východní části Jižní Ameriky, na území Brazílie, Paraguaye, Bolívie a severní Argentiny. Obývá i toky ve vyšších polohách, v Bolívii vystupuje až do výšky 600 metrů nad mořem a nevadí mu ani brakická voda. Živí se především rybami, měkkýši, většími korýši a želvami, díky poměrně krátké a široké tlamě je schopen usmrtit a sežrat i značně velké želvy, příležitostně však sbírá i sladké plody spadané do vody, čímž přispívá k šíření jejich semen. Je tak zřejmě jediným zástupcem řádu krokodýlů, který ve větší míře přijímá i rostlinnou potravu. Páří se na konci období sucha, samice pak za asi osm týdnů snáší 18–50 vajec. Své až 1,5 m vysoké hnízdo si samice hlídá. Vylíhlá mláďata jsou 22–24 cm velká.